# Диаките, Йоро
 Йоро Диаките (фр. Yoro Diakité, 17 октября 1932, деревня Бангасси, регион Каес — 20 июля 1973, соляные копи Тауденни, Мали) — малийский государственный и военный деятель, один из главных руководителей переворота 19 ноября 1968 года, премьер-министр Мали в 1968 — 1969 годах, член правящего Военного комитета национального освобождения.

## Биография

### Служба в армиях Франции и Мали
Родился в семье народности мандинка (малинке).
Прошел обучение французское военное училище и с 1951 года служил в армии Франции. В 1958 году окончил Школу морской пехоты во Фрежюсе (Франция). и, получив очередное звание, был направлен на службу во французские войска в Сенегале. В 1960 году, когда Федерация Мали обрела независимость, он уволился из французской армии и в сентябре того же года вступил в создаваемую армию Республики Мали. Активно участвовал в создании малийской национальной армии. Некоторое время Йоро Диаките участвовал в боевых действиях в Конго (Леопольдвиль).
В 1962 году был назначен начальником единственной в Мали Общеармейской военной офицерской школы в Кати (фр. l'Emia - Ecole militaire interarmes). Получил звание капитана армии Мали. Среди военных считался интеллектуалом и стал первым малийским военным, написавшим и опубликовавшим книгу (она носила название «Дружеская рука») (фр.  «Une main amie»). По инициативе генерального директора государственных книгоиздательств, типографий и кинематографии Амаду Сейду Траоре предисловие к книге написал сам президент Мали Модибо Кейта. Сейду Траоре вспоминал, что во время редактирования книги капитана Диаките сопровождал высокий худой лейтенант, вытягивавшийся перед Диаките по стойке «смирно». Этот был инструктор начальника школы в Кати Мусса Траоре. Диаките, возможно, не знал, что его помощник стал главным организатором заговора с целью свержения социалистического режима Модибо Кейты. 18 ноября 1968 года, за несколько часов до переворота, Йоро Диаките допоздна занимался правкой рукописи вместе с Сейду Траоре, а лейтенант Мусса Траоре терпеливо ждал его на улице в джипе.

### Переворот 19 ноября 1968 года
Ночью на 19 ноября 1968 года он в последний момент присоединился к своим восставшим подчинённым, которые вскоре заняли ключевые пункты в Бамако и начали аресты руководителей социалистического правительства. Для руководства страной после ареста президента Модибо Кейты был создан Военный комитет национального освобождения (ВКНО) из 14 военных во главе с лейтенантом Муссой Траоре, а капитан Йоро Диаките стал первым вице-председателем ВКНО и был назначен главой Временного правительства. Входил в ту малочисленную, но пока влиятельную группу заговорщиков, которую составили капитаны, получившие образование во Фрежюсе (кроме Диаките это были Малик Диалло и Мамаду Сиссоко), а лейтенант Траоре опирался на более многочисленных малийских лейтенантов, получивших образование в Кати под руководством Диаките.
22 ноября 1968 года сформировал Временное правительство" и на следующий день сообщил об этом по радио.

### Состав правительства Йоро Диаките
- Председатель правительства — капитан Йоро Диаките;
- Государственный министр иностранных дел и сотрудничества — Жан-Мари Коне;
- Министр обороны и внутренних дел — капитан Шарль Самба Сиссоко;
- Министр информации и безопасности — Бела Коне;
- Министр финансов и торговли — Л. Негр;
- Министр национального образования и по делам молодёжи и спорта Я.Багайоко

### Председатель Временного правительства Мали
25 ноября 1968 года выступил с обращением к нации и, вслед за Мусой Траоре, заявил о намерении в 1969 году представить на референдум пересмотренный проект конституции и провести всеобщие прямые выборы в Законодательное собрание. Говорилось также о возможности проведения президентских выборах. В области экономики ставилась задача «оздоровления финансового положения и реорганизации торговой структуры», обеспечения участия в развитии страны частного иностранного и национального капитала. Главенствующий при Модибо Кейте государственный сектор предполагалось сохранить, но «в рамках эффективной реорганизации». Была поставлена задача поднятия сельского хозяйства, новое правительство упразднило коллективные поля в деревнях. Но в 1969 году намеченный конституционный референдум был отложен.
Мероприятия правительства и события в Мали в 1969 году
- январь — отправлены в отставку десять высших офицеров во главе с начальником Генерального штаба при Модибо Кейте полковником Секу Траоре[9].
- февраль — создан Национальный консультативный комитет Национального союза трудящихся Мали для реорганизации деятельности профсоюзов. В феврале правительство было реорганизовано.
- апрель — прошла забастовка студентов, требовавших, в частности и восстановления гражданского правления.
- июль — создан Национальный консультативный совет, который должен был представить ВКНО рекомендации по конституционным проблемам и возобновлению политической деятельности в стране.

Временным правительством была проведена Национальная конференция руководящих кадров. Принят новый Кодекс о капиталовложениях, Нефтяной кодекс, Горнопромышленный кодекс, предусматривавшие льготы для капиталовложений. Мали ратифицировало Международные соглашения об урегулировании спорных вопросов, относящихся к капиталовложениям.
В августе 1969 года по обвинению в заговоре с целью осуществления государственного переворота были арестованы 33 армейских офицера и унтер-офицера во главе с капитаном Диби Силасом Диарра. Этот конфликт внутри армии привёл к отставке Диаките. 19 сентября 1969 года правительство было вторично реорганизовано и пост премьер-министра упразднён, бывший премьер-министр был перемещён на пост министра транспорта, телекоммуникаций и туризма.

### Зарубежные поездки Йоро Диаките
- Франция (глава правительственной делегации) — март 1969 года[10].
- Объединённая Арабская Республика (как вице-председатель ВКНО) — апрель 1970 года[11].
- Сенегал (вместе с министром финансов и торговли Л.Негром) — август 1970 года[11].
- Франция (похороны генерала Шарля де Голля) — 12 ноября 1970 года[12]

### Конец политической карьеры
10 сентября 1970 года был назначен министром внутренней обороны и безопасности, но уже 28 ноября 1970 года заменён на этом посту подполковником Киссимой Дукарой. Примирение двух лидеров ВКНО — Траоре и Диаките — оказалось недолгим.
27 марта 1971 года первый вице-председатель ВКНО Йоро Диаките и комиссар ВКНО по делам информации Малик Диалло были сняты со всех постов и уволены из армии. Мусса Траоре заявил стране:
«… Мой долг довести до вашего сведения, что ВКНО на своем чрезвычайном заседании с пятницы 26 по субботу 27 марта 1971, решил исключить окончательно из своих рядов капитанов Йоро Диаките и Малика Диалло, ранее занимавших посты первого вице-президента и комиссара по вопросам информации ВКНО. Они лишены своих званий и исключены из рядов армии. Эти решительные санкции были предприняты ввиду серьёзных деяний, которые совершали виновные. Действительно, не желая идти демократическими путями, они утверждали внутри ВКНО свои антинациональные, антиафриканские и ретроградные позиции, и явно организовали заговор, чтобы силой свергнуть ВКНО и погрузить, таким образом, страну в хаос».
Эти обвинения, возможно, имели в виду профранцузские настроения обвиняемых.
8 апреля 1971 года они были арестованы и обвинены в том, что «встали на путь заговора». 31 июля 1972 года Йоро Диаките, Малик Диалло и Симон Сидибе были приговорены Судом государственной безопасности к пожизненным каторжным работам.

### Смерть Йоро Диаките
Осуждённый политик был доставлен на соляные копи к западу от Тауденни, на самом севере страны. Охрана и заключённые встретили его обвинениями в том, что он подписывал документы, регламентирующие деятельность исправительных учреждений Мали, был одним из лидеров свержения Модибо Кейты. Охранники избивали Диаките хлыстом, заставляли спать на колючей проволоке и лишали пищи. Обладавший плохим зрением заключённый не мог выполнять все требования охранников, его ноги распухли, но его продолжали подвергать издевательствам. После восьми месяцев такого обращения Йоро Диаките замкнулся в себе и потерял всякую надежду на спасение. Кроме того, он заболел болезнью бери-бери.
19 июля 1973 года в числе других заключённых он был поставлен подносить кирпичи и раствор на реконструкции магазина. Опустошив очередные носилки, он пожаловался другим заключённым, что плохо себя чувствует. Те посоветовали ему обратиться к наблюдавшему за работой ефрейтору Диоло, но тот только избил бывшего премьер-министра кнутом. Он смог проработать ещё какое-то время, а затем вновь обратился к Диоло. Но Диоло избил заключённого так, что тот уже не смог подняться и остался лежать, уткнувшись лицом в песок. Охрана не пыталась оказать ему помощь, а наблюдавший за всем с вышки аджютан Нуа время от времени приказывал охране убедиться, не умер ли заключённый. В сумерках агонизирующего Йоро Диаките перенесли в незаконченное строение без крыши, которое постоянно заносило песком. Там он пролежал всю ночь.
Утром 20 июля 1973 года Диаките был обнаружен мёртвым под слоем тонкой песчаной пыли, которой он и задохнулся. Заключённые Самба Гаине Сангаре, Гуедиома Самаке и Алассане Диарра, противники военного режима, которых Диаките когда-то преследовал, выкопали его тело из песка, переодели и похоронили на кладбище для заключённых.
В 2007 году смерть Диаките была описана в книге мемуаров Самбы Гаине Сангаре «Десять лет на смертоносной каторге в Таудени» (фр.  Dix ans au bagne mouroir de Taoudenit.)